# Ocrepeira georgia
Ocrepeira georgia är en spindelart som först beskrevs av Levi 1976.  Ocrepeira georgia ingår i släktet Ocrepeira och familjen hjulspindlar. Inga underarter finns listade i Catalogue of Life.